# Coutures (Maine-et-Loire)
Coutures ist eine Ortschaft und eine Commune déléguée in der französischen Gemeinde Brissac Loire Aubance mit 534 Einwohnern (Stand: 1. Januar 2022) im Département Maine-et-Loire in der Region Pays de la Loire. Die Einwohner werden Couturois genannt.
Die Gemeinde Coutures wurde am 15. Dezember 2016 mit neun weiteren Gemeinden, namentlich Brissac-Quincé, Charcé-Saint-Ellier-sur-Aubance, Chemellier, Les Alleuds, Luigné, Saint-Rémy-la-Varenne, Saint-Saturnin-sur-Loire, Saulgé-l’Hôpital und Vauchrétien zur neuen Gemeinde Brissac Loire Aubance zusammengeschlossen. Sie gehörte zum Arrondissement Angers (bis 2016: Arrondissement Saumur) und zum Kanton Les Ponts-de-Cé.

## Geographie
Coutures liegt etwa 23 Kilometer südöstlich von Angers im Weinbaugebiet Anjou. 

## Bevölkerungsentwicklung
| Jahr                      | 1962 | 1968 | 1975 | 1982 | 1990 | 1999 | 2006 | 2013 |
| Einwohner                 | 460  | 425  | 384  | 441  | 481  | 478  | 523  | 525  |
| Quelle: Cassini und INSEE |      |      |      |      |      |      |      |      |

## Sehenswürdigkeiten
- Dolmen de l’Etiau und Dolmen von Caillère (auch Montsabert)
- Kirche Saint-Pierre, seit 1975 Monument historique
- Schloss Montsabert aus dem 14. Jahrhundert, Monument historique seit 1986

## Weinbau
Die Reben in Coutures gehören zum Weinbaugebiet Anjou.

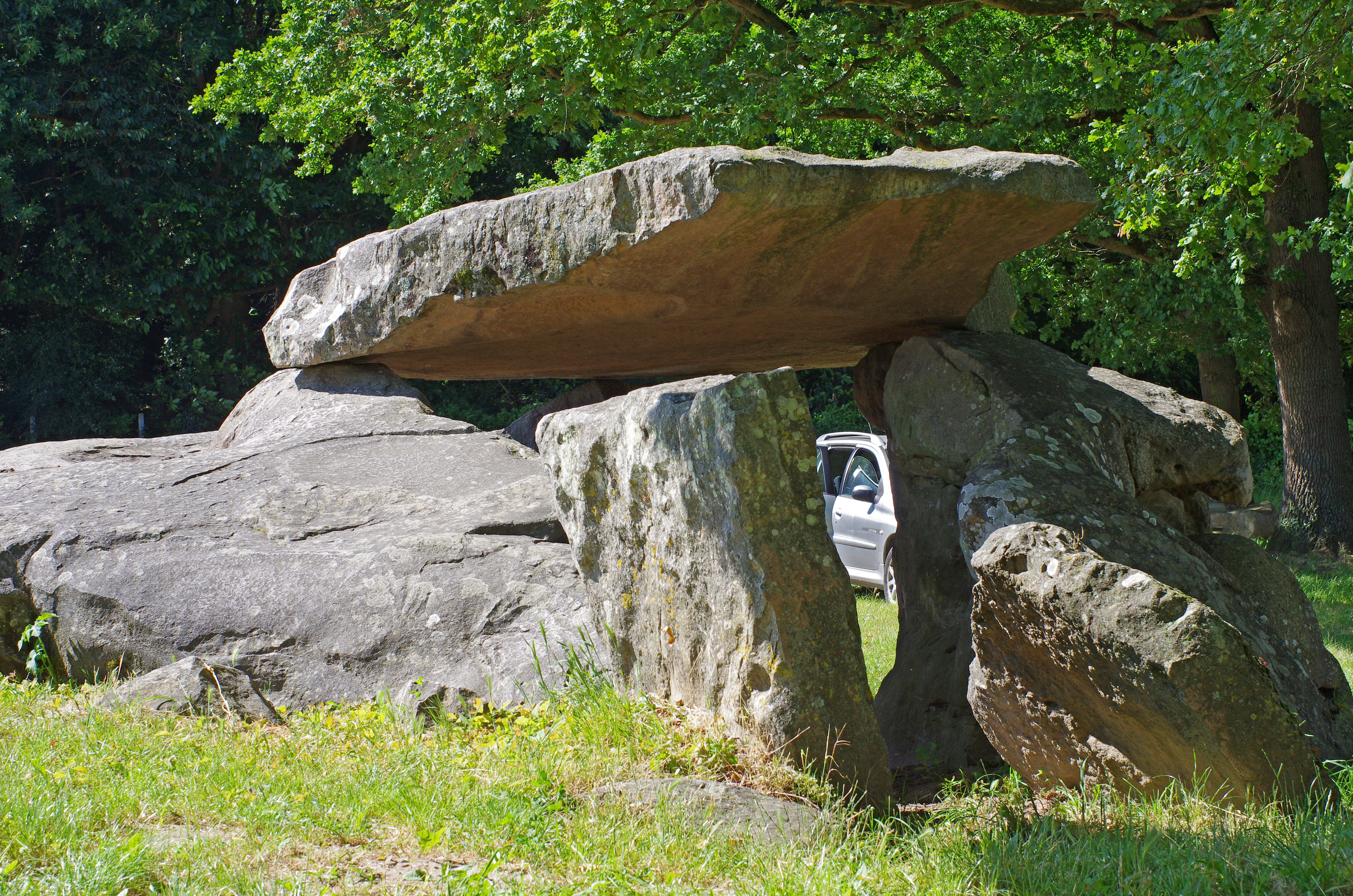
Dolmen von l'Etiau
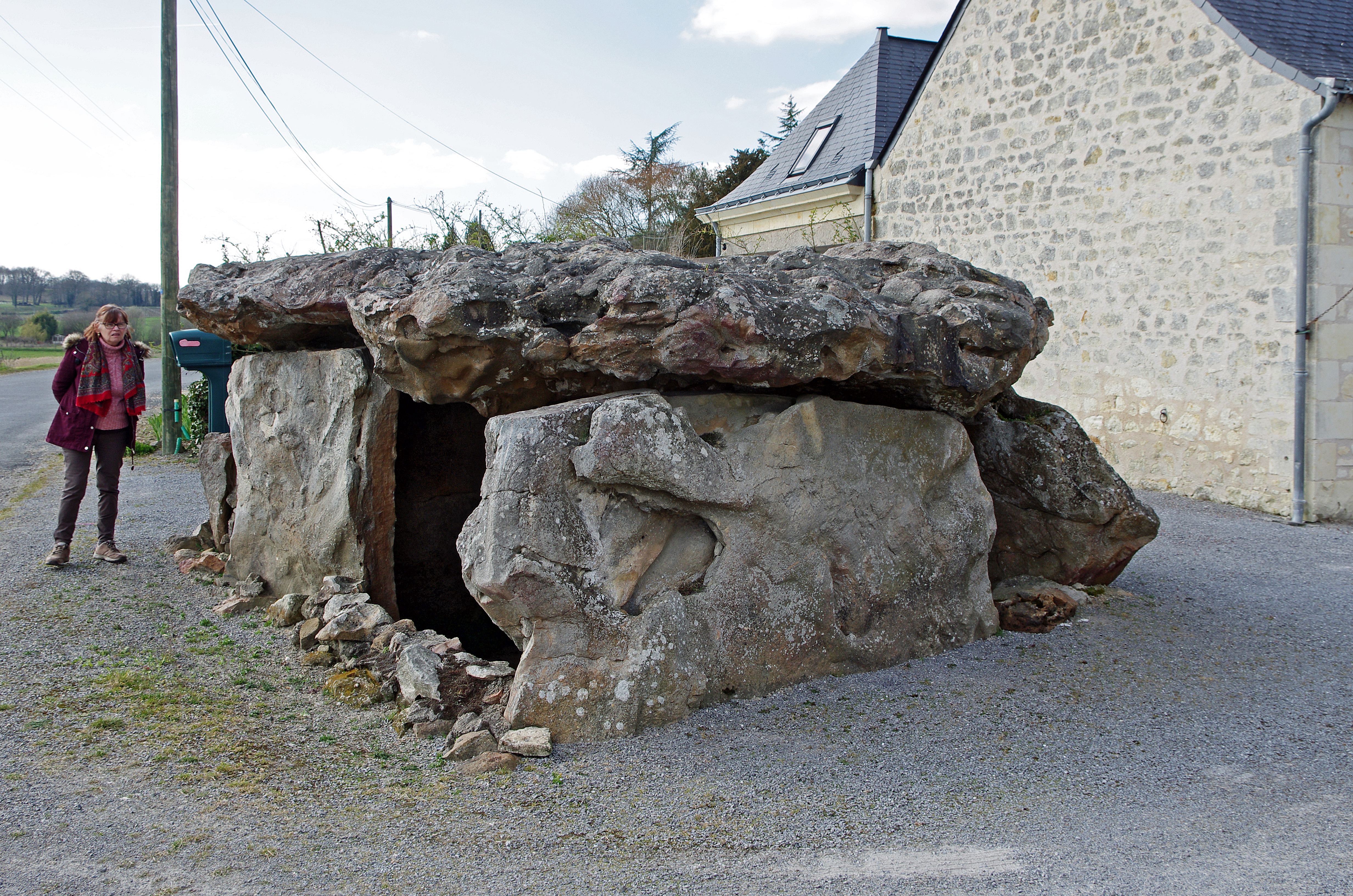
Dolmen von Caillère
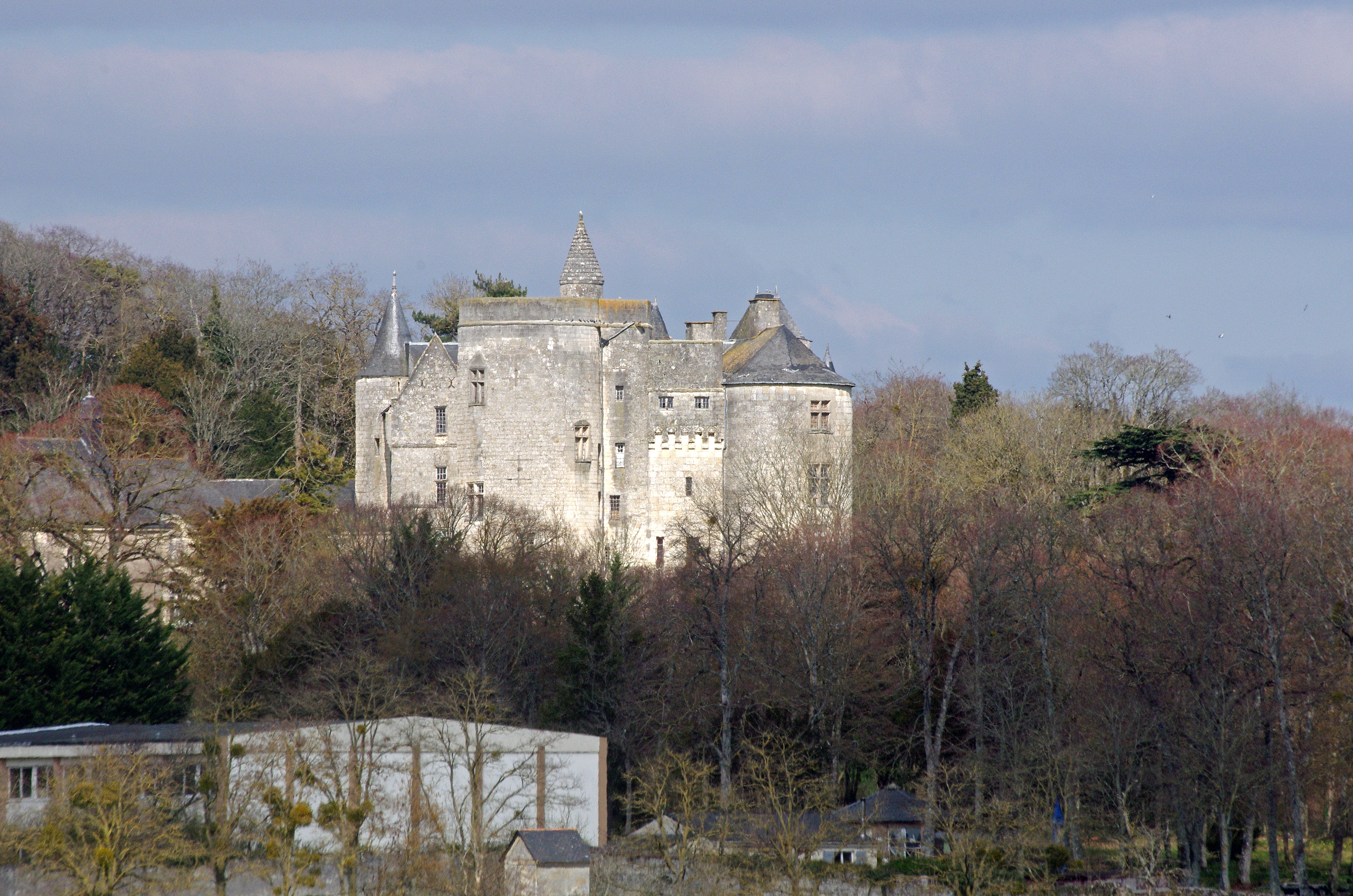
Schloss Montsabert